# Квинтилии
Квинтилии (на латински: Quinctilius или Quintilius; Quintilii) е името на (nomen gentile) на патрицианска фамилия (gens) в Римската империя.
Според легендата фамилията идва в Рим по времето на третия римски цар Тул Хостилий (Tullus Hostilius). През 453 пр.н.е. човек от фамилията става консул. Фамилията губи на значение до 1 век пр.н.е. След нейния най-известен член Публий Квинтилий Вар тя се споменава още до края на 2 век.

## Известни носители на името
- Публий Квинктилий Вар, дядо на консула от 453 пр.н.е.
- Секст Квинктилий, баща на консула от 453 пр.н.е.
- Секст Квинктилий Вар (консул 453 пр.н.е.), консул 453 пр.н.е.
- Луций Квинктилий Вар, дядо на консулския военен трибун от 403 пр.н.е.
- Луций Квинктилий L. f. Вар, баща на консулския военен трибун от 403 пр.н.е.
- Марк Квинтилий Вар, консулския военен трибун 403 пр.н.е.
- Гней Квинтилий Вар, диктатор 331 пр.н.е.
- Секст Квинтилий Вар (претор)
- Секст Квинтилий Вар (квестор) († 42 пр.н.е.), квестор 49 пр.н.е.; баща на Публий Квинтилий Вар
- Квинтилий Вар (конник) (* 70 в Кремона; † 24/23 пр.н.е.), римски конник и приятел на поетите Вергилий и Хораций
- Публий Квинтилий Вар (претор 203 пр.н.е.), победител заедно с Марк Корнелий Цетег над картагенския генерал Магон Барка – братът на Ханибал
- Публий Квинтилий Вар (46 пр.н.е.-9 г.), консул 13 пр.н.е., римски сенатор при Август, познат чрез загубата против Арминий в битката на Вар
- Публий Квинтилий Вар Младши, син на Публий Квинтилий Вар и втората му съпруга Клавдия Пулхра; 27 г. съден от Долабела за обида на императора
- Секст Квинтилий Валерий Максим (легат), легат на Ахая; баща на дамата консули от 151 г.
- Секст Квинтилий Валерий Максим, консул 151 г. с брат си Кондиан
- Секст Квинтилий Кондиан (консул 151 г.), консул 151 г. с брат си Максим
- Секст Квинтилий Максим, консул 172 г.; син на Секст Квинтилий Кондиан (консул 151 г.).
- Секст Квинтилий Кондиан (консул 180 г.), консул 180 г.; син на консула от 151 г. Секст Квинтилий Валерий Максим (консул 151 г.)
- Квинтилия, жени от рода

Други:
- Вила на Квинтилиите, посторена през 150 г. на Виа Апиа до Рим